# جوزيف ر. توينام
جوزيف رايت توينام (11 يوليو 1934 - 12 يونيو 2001) دبلوماسي أمريكي متخصص في منطقة الشرق الأوسط. شغل منصب سفير الولايات المتحدة لدى مملكة البحرين من 1974 إلى 1976. كما شغل منصب نائب مساعد وزير الخارجية لشؤون الشرق الأدنى وجنوب آسيا من 1979 إلى 1982. ثم عمل ثلاث سنوات في منصب عميد معهد الخدمة الخارجية وكدبلوماسي مقيم في جامعة فرجينيا ثم تقاعد أخيرا من وزارة الخارجية في عام 1985. عمل في وقت لاحق أستاذ زائر في الكلية العسكرية في ولاية كارولينا الجنوبية لمدة ثماني سنوات وأستاذ مساعد في الجامعة الميثودية الجنوبية من 1998 إلى 1999. توفي في تشارلستون من إصابات لحقت به في الخريف. كشف عضو في منظمة فاي بيتا كابا بعد وفاته أنه كان عضوا أيضا في جمعية سبعة.

## الكتب
- توينام، جوزيف دبليو (1992). الخليج، التعاون، والمجلس: منظور أمريكي. واشنطن: مجلس سياسة الشرق الأوسط واشنطن العاصمة. رقم دولي معياري للكتاب 0943182077.